# Inhumans (revista em quadrinhos)
Inhumans é o título de diferentes versões de uma revista em quadrinhos publicada pela Marvel Comics e protagonizada pelo grupo de personagens conhecidos como "Inumanos". A primeira versão da revista foi publicada entre 1975 e 1977, e teve Doug Moench como roteirista, com colaboração de George Perez e Gil Kane na arte.
Uma segunda versão da revista só surgiria em 1998, por Paul Jenkins e Jae Lee. Parte do selo editorial Marvel Knights, a série se tornaria conhecida pelo teor mais adulto de suas histórias e se tornaria uma das revistas mais aclamadas da década de 1990, sendo inclusive vencedora do Eisner Awards em 1999, na categoria "Melhor Nova Série" Posteriormente, entre 2000 e 2010, os personagens apareceriam em diferentes minisséries, incluindo os eventos Secret Invasion e Realm of Kings.
A partir de 2013, uma nova versão da revista começou a ser publicada, sob o título Inhuman. A série, escrita por Charles Soule, começou a ser acompanhada, a partir de 2015, por uma segunda revista dedicada aos personagens, também escrita por Soule e intitulada Uncanny Inhumans.